# Oreotrochilus
Oreotrochilus és un gènere d'ocells de la subfamília dels lesbins (Lesbiinae) dins la família dels troquílids (Trochilidae). Aquests colibrís habiten zones andines.

## Llista d'espècies
Aquest gènere està format per 6 espècies:
- colibrí de flancs bruns (Oreotrochilus adela).
- colibrí del Chimborazo (Oreotrochilus chimborazo).
- colibrí de la puna (Oreotrochilus estella).
- colibrí de flancs blancs (Oreotrochilus leucopleurus).
- colibrí pitnegre (Oreotrochilus melanogaster).
- colibrí de Stolzmann (Oreotrochilus stolzmanni).